# Mbeya (stad)
Mbeya is een stad in Tanzania en is de hoofdplaats van de regio Mbeya.
In 2002 telde Mbeya 236.087 inwoners.
Sinds 1953 is Mbeya de zetel van een rooms-katholiek bisdom en sinds 2018 van een aartsbisdom.

## Sport
- Prisons F.C.

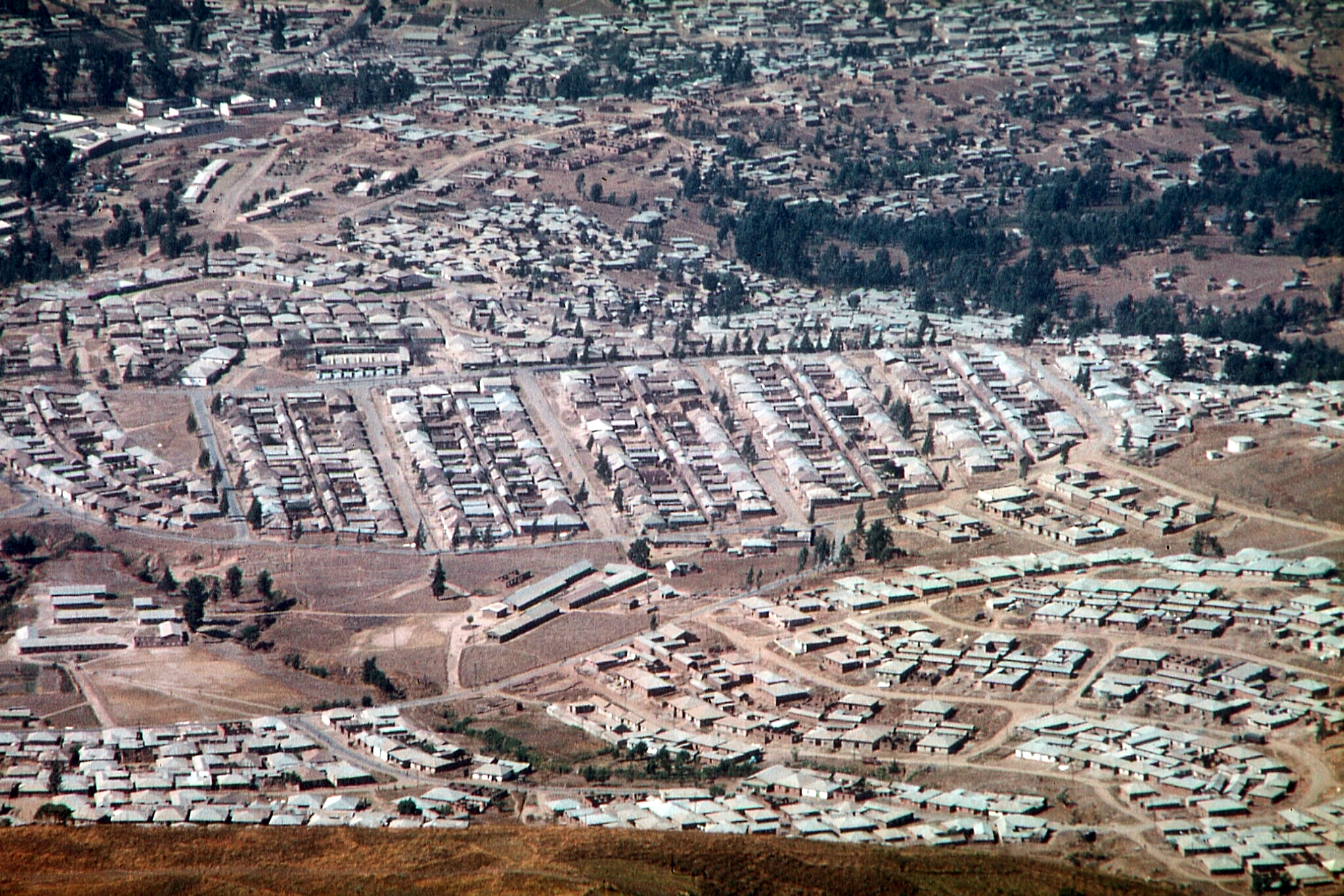
Mbeya
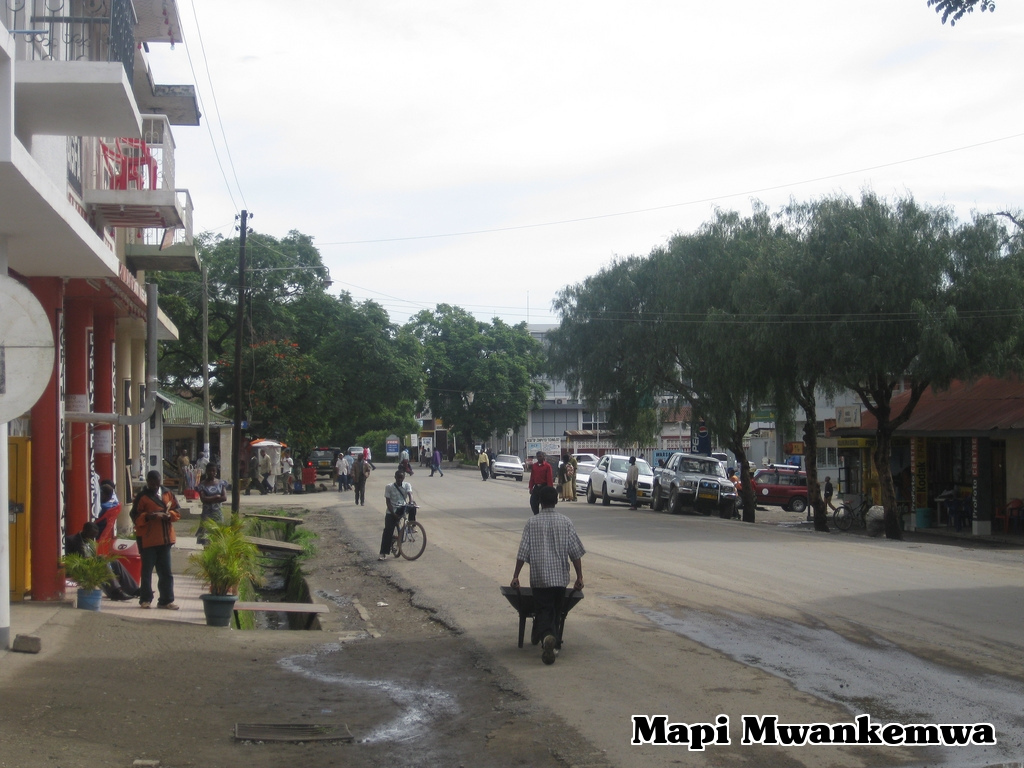
Straat in Mbeya
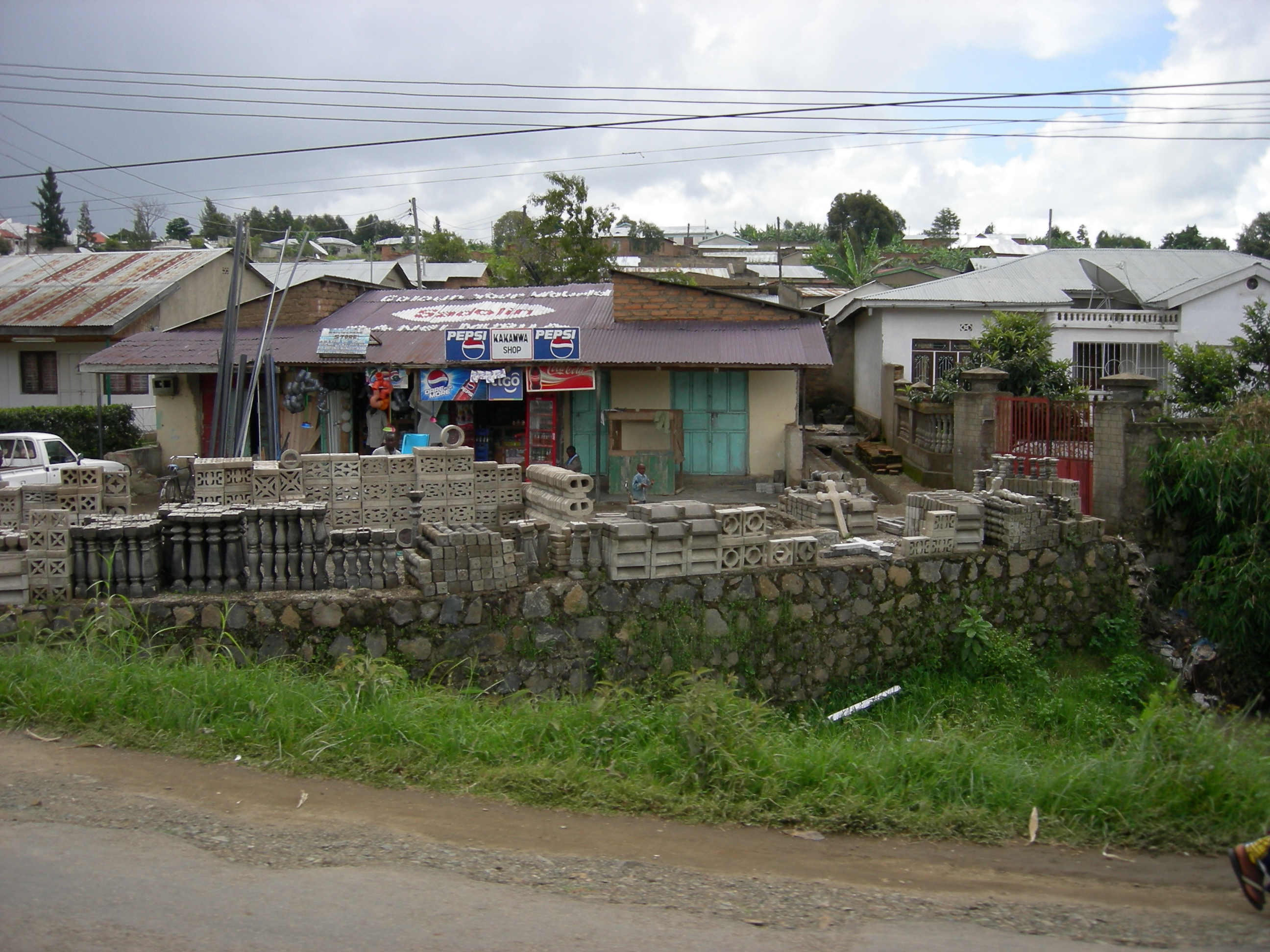
Winkel in Mbeya
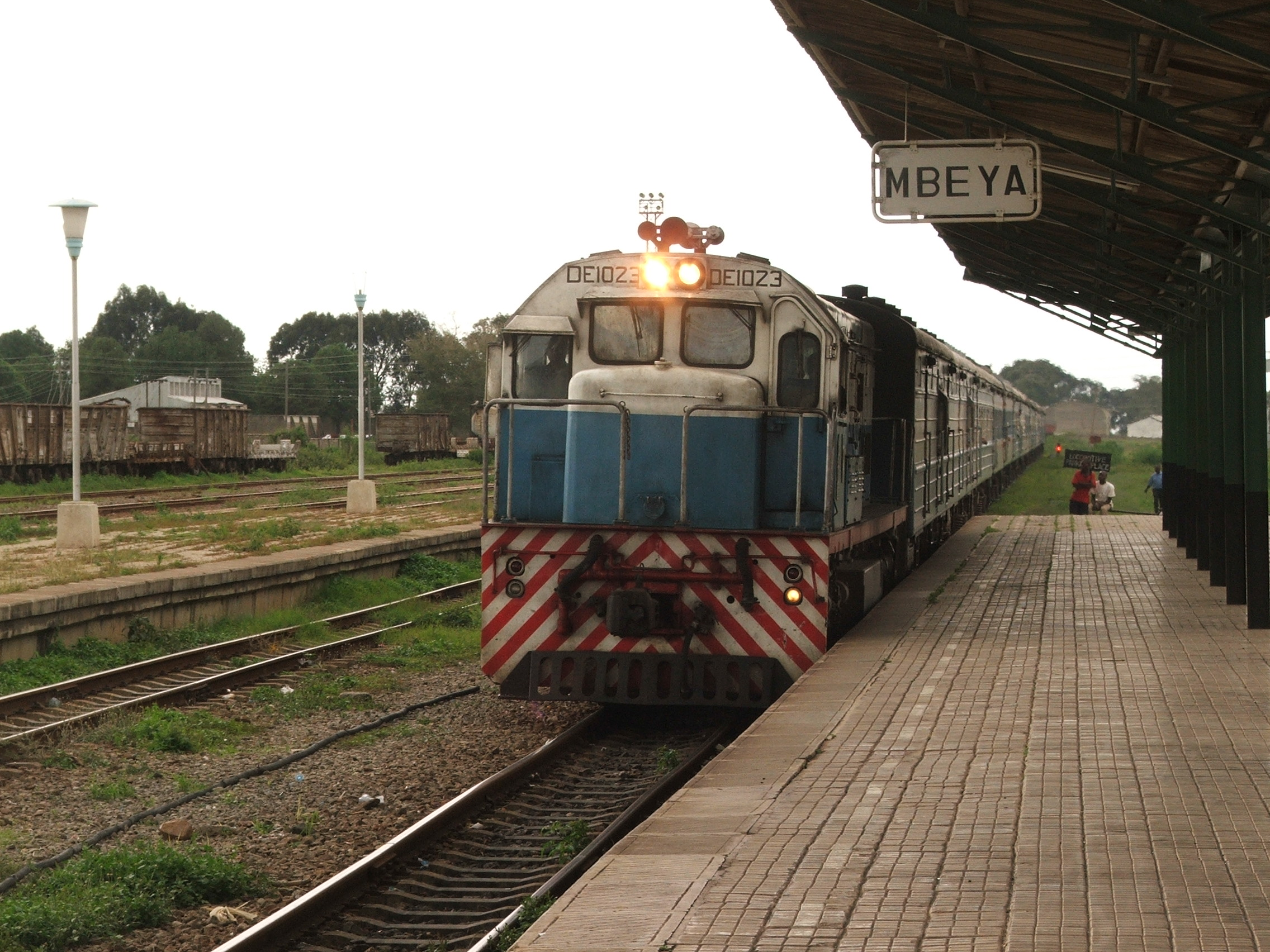
Station van Mbeya